# Clinterocera vitalisi
Clinterocera vitalisi är en skalbaggsart som beskrevs av Thierry Bourgoin 1924. Clinterocera vitalisi ingår i släktet Clinterocera och familjen Cetoniidae. Inga underarter finns listade i Catalogue of Life.